# Warped!
Warped! ist eine US-amerikanische Comedy-Fernsehserie, die von Kevin Kopelow und Heath Seifert geschaffen wurde und bei Nickelodeon am 20. Januar 2022 erstausgestrahlt wurde.

## Handlung
Der beliebte Nerd Milo arbeitet in dem Comicladen „Warped!“. Seine Geduld wird auf die Probe gestellt, als sein Chef die laute und reizbare Ruby einstellt. Trotz ihrer Differenzen bilden die beiden ein gutes Team und entwerfen zusammen mit ihren Freunden einen eigenen Comic.

## Synchronisation
Die deutsche Synchronfassung entstand bei der EuroSync GmbH in Berlin, unter der Dialogregie von Sven Plate und Janina Richter. Das Dialogbuch wurde von Dr. Maike Prestin (Episoden 1x01–1x07) und Steven Wosniack (Episoden 1x08-1x13) verfasst.
| Rolle  | Schauspieler         | Deutscher Sprecher |
| ------ | -------------------- | ------------------ |
| Milo   | Anton Starkman       | –                  |
| Ruby   | Kate Godfrey         | Jamie Lee Blank    |
| Hurley | Christopher Martinez | –                  |
| Darby  | Ariana Molkara       | Clara Drews        |
| Ren    | Makenzie Lee-Foster  | Nina Schatton      |

## Episodenliste
Die Episoden sind nach Ausstrahlungsreihenfolge in den USA sortiert, da es bei der Produktionsreihenfolge oftmals zu Anschlussfehlern kommt.

### Staffel 1
| Nr. (ges.) | Nr. (St.) | Deutscher Titel                                | Originaltitel     | Erstausstrahlung USA | Deutschsprachige Erstausstrahlung (D) | Prod. Code |
| ---------- | --------- | ---------------------------------------------- | ----------------- | -------------------- | ------------------------------------- | ---------- |
| 1          | 1         | Die neue Mitarbeiterin                         | Pilot             | 20. Jan. 2022        | 8. Mai 2022                           | 101        |
| 2          | 2         | Die Herausforderung                            | Challenged!       | 20. Jan. 2022        | 8. Mai 2022                           | 102        |
| 3          | 3         | Blorphy                                        | Duped!            | 27. Jan. 2022        | 15. Mai 2022                          | 105        |
| 4          | 4         | Die Gruselpuppe                                | Space-Conflicted! | 3. Feb. 2022         | 15. Mai 2022                          | 107        |
| 5          | 5         | Der gefälschte Comic                           | Sandwiched!       | 10. Feb. 2022        | 22. Mai 2022                          | 103        |
| 6          | 6         | Der Traum vom Werwolf                          | Plagiarized!      | 17. Feb. 2022        | 5. Juni 2022                          | 109        |
| 7          | 7         | Legen wir los!                                 | Creeped!          | 24. Feb. 2022        | 29. Mai 2022                          | 104        |
| 8          | 8         | Milos Joghurt-Königin                          | Recorded!         | 3. März 2022         | 29. Mai 2022                          | 108        |
| 9          | 9         | Die neue Konsole                               | Limited!          | 10. März 2022        | 22. Mai 2022                          | 106        |
| 10         | 10        | Ladendiebe                                     | Raccooned!        | 17. März 2022        | 19. Juni 2022                         | 112        |
| 11         | 11        | Die Star-Mitarbeiter                           | Hired!            | 24. März 2022        | 12. Juni 2022                         | 110        |
| 12         | 12        | Die Talentshow                                 | Talented!         | 24. März 2022        | 26. Juni 2022                         | 110        |
| 13         | 13        | Die bizarren Begegnungen von Baxter und Brooke | Finished!         | 31. März 2022        | 3. Juli 2022                          | 111        |

## Produktion
Am 23. Oktober 2020 wurde bekannt gegeben, dass bei den Machern Kevin Kopelow und Heath Seifert ein Pilotfilm für die Serie Warped! bestellt wurde. Am 18. März 2021 wurde bekannt gegeben, dass die Serie für 13 Episoden grünes Licht bekommen hat und im Jahr 2022 Premiere haben soll; außerdem wurde die Besetzung der Serie bekannt gegeben.
Am 27. November 2021 gab Nickelodeon bekannt, dass die Serie im Januar 2022 in der USA Premiere haben wird. Am 20. Dezember 2021 gab Nickelodeon mit dem 20. Januar 2022 ein genaueres Datum für die Premiere bekannt. Am 16. Januar 2022 wurde auf dem Fernsehsender Nickelodeon ein erster Sneak Peek veröffentlicht. Am 8. Mai 2022 erfolgte die deutschsprachige Erstausstrahlung auf Nick.